# Cavatina (canción)
Cavatina es una pieza de guitarra clásica, compuesta por Stanley Myers. Se hizo famosa por ser el tema de la película The Deer Hunter. (Traducida como "El francotirador" en Argentina y México y "El cazador" en España).
La pieza musical fue grabada por el guitarrista clásico John Williams , mucho antes de la película que le dio fama. Originalmente fue escrita para piano pero por sugerencia de Williams, Myers la reescribió para guitarra y la expandió. Después de esta transformación, fue primero utilizada para la película The Walking Stick (1970). En 1973, Cleo Laine escribió la letra de la canción y fue grabada como "He Was Beautiful" acompañado por John Williams.
Después del estreno de The Deer Hunter en 1979, la versión instrumental de "cavatina" de Williams se convirtió en un Top Hit en el Reino Unido. Otras dos versiones también fueron éxito el mismo año - una grabación instrumental hecha por The Shadows, interpretada por Hank Marvin con una guitarra eléctrica, y una versión vocal (usando la letra de la canción de Cleo Laine) por Iris Williams.
También fue interpretada al piano por el francés Richard Clayderman, y fue grabada por Paul Potts en su primer álbum, One Chance. 

## En otros medios de comunicación
Esta pieza musical es también tocada al final del episodio Battlestar Galáctica "scar".
Cavatina se usó también para acompañar "The Gallery" en el popular programa infantil "Hart Beat" en el Reino Unido a mediados de los 80s.
Es una melodía frecuentemente interpretada por artistas callejeros, a pesar de que su nivel técnico es relativamente alto. Las transiciones frecuentes de un acorde a otro a lo largo de la obra dificultan la ejecución de la melodía.